# Pobřežní pohoří (Chile)

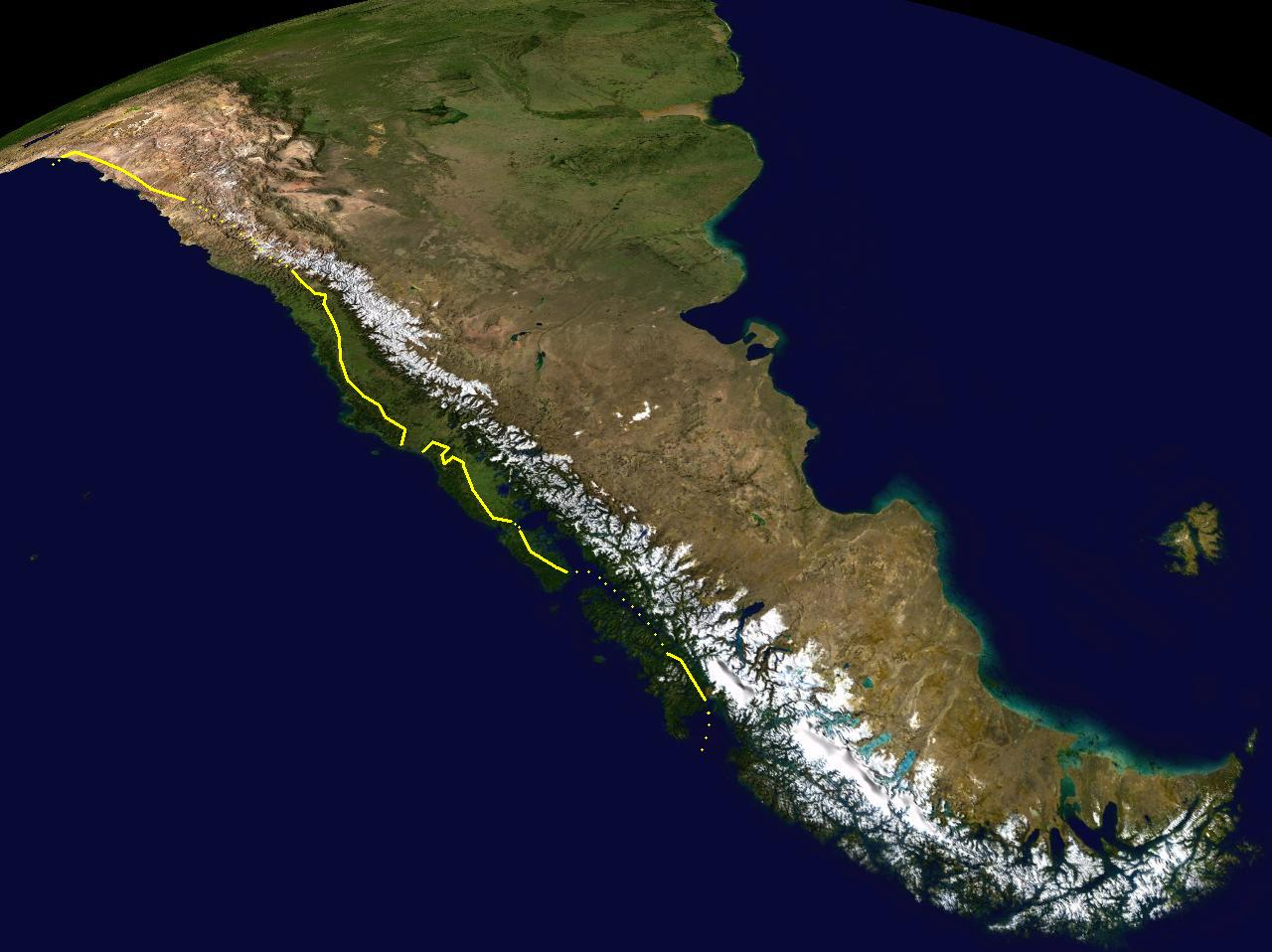
Pobřežní pohoří

Pobřežní pohoří (španělsky Cordillera de la Costa) je řada severojižně orientovaných horských pásem v Chile, rozprostírající se několik tisíc kilometrů podél Tichého oceánu. Je jedním ze čtyř základních topografických celků tvořících reliéf Chile.
Nejvyšší vrcholy jsou v severní části s Cerro Vicuña Mackenna (výška 3 114 metrů nad mořem), ve střední části je nejvyšší Cerro Piedra (1272 m). Výška hřebenů se směrem k jihu postupně snižuje a na úrovni Puerta Montt poprvé klesá pod úroveň moře, načež se znovu zvedá v podobě ostrova Chiloé. Na ten dále na jihu navazuje skupina menších ostrovů zakončená poloostrovem Taitao.
Pohoří odděluje úzkou pobřežní nížinu od Centrálního údolí, na které pak směrem na východ navazují Andy. Ve své severní části hraje důležitou roli v utváření klimatu pouště Atacama, tím, že zachycuje vlhký vzduch přicházející z Tichého oceánu (fenomén srážkového stínu).

## Dělení
V jednotlivých chilských regionech má Pobřežní Kordillera řadu lokálních názvů:
- Sierra Vicuña Mackenna - region Antofagasta
- Cordillera de Talinay - region Coquimbo
- Cordillera del Melón - region Valparaíso
- Cordillera de Nahuelbuta - regiony Bio-Bío a La Araucanía
- Cordillera del Mahuidanche - sever regionu Los Ríos
- Cordillera Pelada - jih regionu Los Ríos
- Cordillera del Sarao - region Los Lagos
- Cordillera del Piuchén - ostrov Isla Grande de Chiloé, region Los Lagos
- Cordillera de Pirulil - jih Chiloé